# Dr.leon
Dr.レオン（ドクターレオン）は、日本の奇術師。ケイダッシュステージとタップスに所属。2006年3月以降、日本テレビ特番より各種メディアに登場。
デビッド・カッパーフィールドのテレビ番組にマジックのアイディアを提供するなど、国際的に活躍している。
FISMスウェーデン大会（2006年）でプロとして日本人初の審査員を務め、以後オフィシャル審査員となる。
B'z、L'Arc～en～Ciel、EXILE、MISIA等のアーティストのイリュージョン演出も手掛けている。

## 受賞歴
【厚川昌男賞】　直木賞作家で奇術研究家の泡坂妻夫氏の本名からつけられた賞で日本マジック界の江戸川乱歩賞ともいうべき賞。創作力を評価。
【石田天海賞】　1924～58までアメリカで活躍した世界的に有名なマジシャンの石田天海氏からつけられた賞。創作力と奇術界への貢献を評価。
【フーディニ賞　サイキック部門】　俳優トニー・カーチスの提案で制定され、歴史的マジシャン（脱出王）のフーディニからつけられた賞。その分野で世界的な活躍を評価。
【Master of Goetic Science】　アメリカ・シカゴで行われていた儀式魔術の大会で制定された称号。
【Doctor of Magic Diploma】　アメリカ・バッファローのマジック団体F.F.F.F.から与えられた称号。
【松旭斎天洋賞】　社団法人日本奇術協会が制定する国際的に評価されるマジシャンに贈られる賞。

## 主な活動

### テレビ番組
- 時空のファンタジスタ　魔術師Dr.レオン（2006年3月17日 日本テレビ）
- ダウンタウンvs魔術師Dr.レオン!! 絶対見破るぞ史上最強マジックSP（2006年12月19日 日本テレビ）
- ダウンタウンvs魔術師Dr.レオン!! 絶対見破るぞ史上最強マジックSP2（2007年7月19日 日本テレビ）
- 新説!?日本ミステリー　2時間スペシャル（2008年4月22日、テレビ東京）「ミステリー　其の二　超能力者・御船千鶴子の千里眼は本物だった!?」に千里眼事件再検証の監修者として出演
- 新説!?日本ミステリー　2時間スペシャル（2008年7月1日、テレビ東京）「ミステリー　其の十六　安倍晴明の陰陽術は本当だった!?」に安倍晴明の式神伝説の再検証の監修者として出演
- GOD HANDS'08　マジシャンNo.1決定戦 （2008年12月 テレビ朝日）-　解説も担当
- GOD HANDS 2　マジック・ワールドＧＰ （2010年1月 テレビ朝日）-　解説も担当
- 見破れ!!トリックハンター3 ~世界の超能力·マジック·犯罪···禁断のネタばらしS~     (2012年9月17日、日本テレビ)
- 見破れ!トリックハンター超豪華!大トリック祭!今年最高のタネあかしBEST10  (2012年12月17日、日本テレビ)
- 真実解明バラエティー!トリックハンター（日本テレビ）
- ダウンタウンＤＸ（日本テレビ）

### CM
- デンツプライ三金 （2007年12月～）